# Ú̲
Ú̲ (minuscule : ú̲), appelé U accent aigu trait souscrit ou U accent aigu souligné, est une lettre latine utilisée dans l’écriture du goemai et de l’oneida. Elle n’est pas à confondre avec le Ú̱, U accent aigu macron souscrit.

## Usage informatique
Le U accent aigu trait souscrit peut être représenté avec les caractères Unicode suivants : 
- précomposé et normalisé NFC (supplément latin-1, diacritiques) :

| formes    | représentations | chaînes de caractères | points de code | descriptions                                                     |
| --------- | --------------- | --------------------- | -------------- | ---------------------------------------------------------------- |
| capitale  | Ú̲               | Ú◌̲                    | U+00DA U+0332  | lettre majuscule latine u accent aigu diacritique trait souscrit |
| minuscule | ú̲               | ú◌̲                    | U+00FA U+0332  | lettre minuscule latine u accent aigu diacritique trait souscrit |

- décomposé et normalisé NFD (latin de base, diacritiques) :

| formes    | représentations | chaînes de caractères | points de code       | descriptions                                                                 |
| --------- | --------------- | --------------------- | -------------------- | ---------------------------------------------------------------------------- |
| capitale  | Ú̲               | U◌̲◌́                   | U+0055 U+0332 U+0301 | lettre majuscule latine u diacritique trait souscrit diacritique accent aigu |
| minuscule | ú̲               | u◌̲◌́                   | U+0075 U+0332 U+0301 | lettre minuscule latine u diacritique trait souscrit diacritique accent aigu |